# II округ (Будимпешта)
II округ (мађ. II. kerület) је један од 23 округа Будимпеште.